# Alex Perialas
Alex Perialas, amerikai hangmérnök, zenei rendező, aki leginkább az 1980-as évek második felében vált ismertté a korszak fontos thrash metal albumain végzett munkájával. Perialas olyan zenekarok lemezein dolgozott saját Pyramid Sound nevű stúdiójában, mint az Overkill, a Testament, az Anthrax, a Nuclear Assault, az S.O.D., vagy a Flotsam and Jetsam, az 1990-es évektől pedig a punk Bad Religion, vagy a groove metal Pro-Pain.
Perialas jelenleg a Sound Recording Technology program vezetője az ithacai főiskolán.

## Munkái
- Anthrax – Fistful of Metal (1984), hangmérnök asszisztens
- S.O.D. – Speak English or Die (1985), társproducer
- Anthrax – Spreading the Disease (1985), hangmérnök
- Overkill – Feel the Fire (1985), hangmérnök
- Nuclear Assault – Brain Death (EP) (1986), producer
- E-X-E - Stricken by Might (1986), hangmérnök
- M.O.D. – U.S.A. for M.O.D. (1987), társproducer
- Testament – The Legacy (1987), producer
- Carnivore – Retaliation (1987), producer
- Nuclear Assault – Game Over (1987), producer
- Overkill – !!!Fuck You!!! EP (1987), producer
- Blessed Death - Destined for Extinction (1987), producer
- Overkill – Under the Influence (1988), társproducer, hangmérnök
- Testament – The New Order (1988), producer
- Anthrax – State of Euphoria (1988), hangmérnök
- Testament – Practice What You Preach (1989), producer
- Anthrax – Penikufesin EP (1989), társproducer, hangmérnök
- M.O.D. – Gross Misconduct (1989), producer, hangmérnök
- Holy Moses – The New Machine of Lichtenstein (1989), producer
- Flotsam and Jetsam – When the Storm Comes Down (1990), felvételvezető, keverés
- Vio-lence – Oppressing the Masses (1990), producer, felvételvezető, keverés
- Silence - 3 song demo tape featuring "One Race" (1991), hangmérnök, felvételvezető, keverés
- Blessed Death - Hour of Pain (1991), producer
- S.O.D. – Live at Budokan (1992), producer, keverés, hangmérnök
- Pro-Pain – Foul Taste Of Freedom (1992), producer, felvételvezető, keverés
- Piece Dogs - Exes for Eyes (1992)
- Overkill – I Hear Black (1993), társproducer
- Strip Mind- What’s in Your Mouth (1993), producer
- LWS (Hollandia) - Reality (1993), producer
- Accuser - Reflections (1994), producer
- Pro-Pain – The Truth Hurts (1994), társproducer
- Such A Surge – Schatten (1995), producer
- Accuser - Taken by the Throat (1995), producer
- Such A Surge – Under Pressure (1995), producer (egyetlen dal kivételével)
- Without Warning – Believe (1996), producer
- Without Warning – Step Beyond (1998), producer
- Bad Religion – No Substance (1998), társproducer
- Giant Panda Guerilla Dub Squad - Slow Down (2006), producer, hangmérnök